# BärenPark

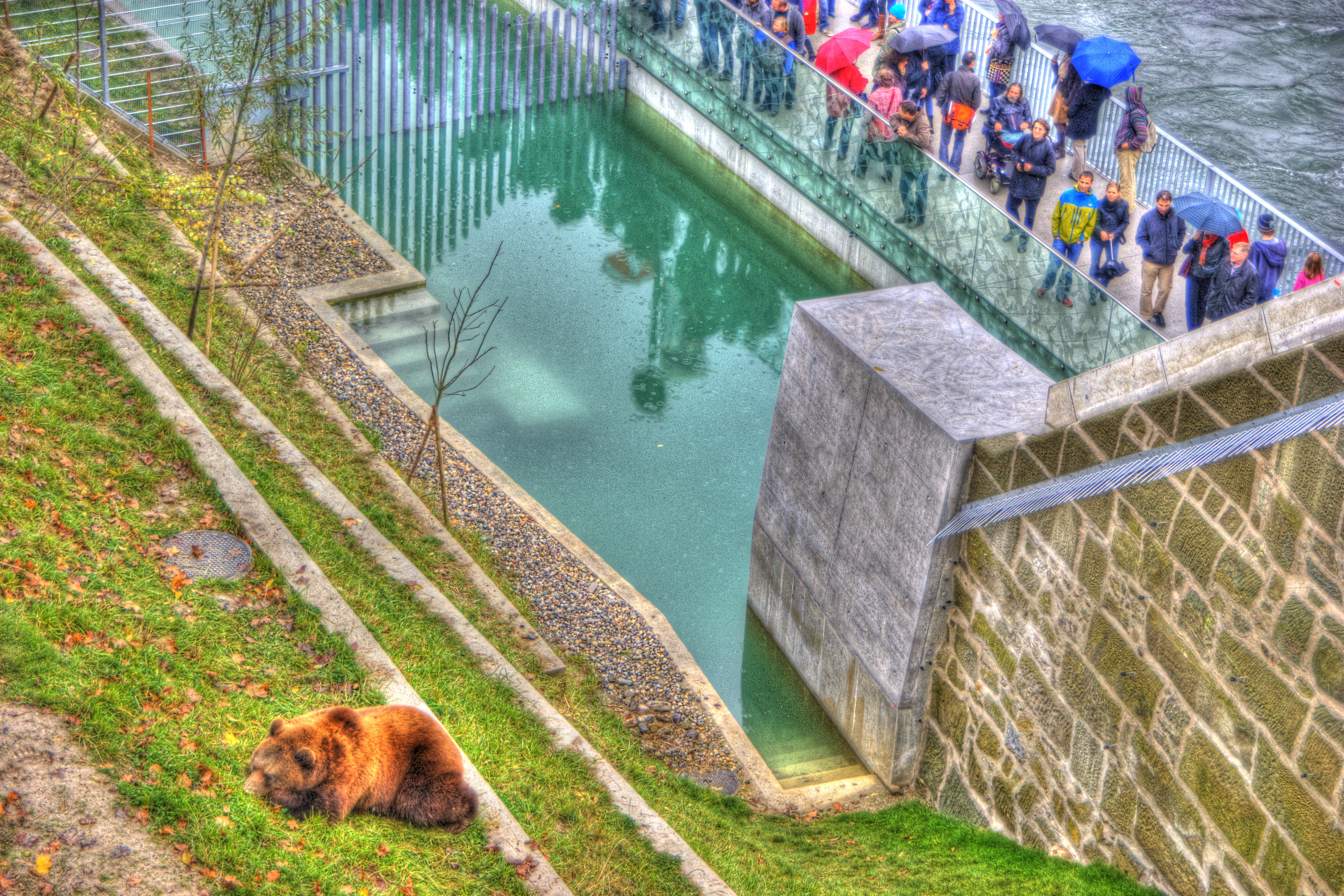

Het BärenPark is een toeristische attractie in de Zwitserse hoofdstad Bern waar aan de oevers van de Aare een paar beren bezichtigd kunnen worden. Het BärenPark is een diervriendelijke kwaliteitsvolle bezoekplaats waarmee de eeuwenoude traditie van het publiek bezoek aan de beren van Bern in de 21e eeuw kan verder gezet worden. Het BärenPark bevindt zich vlak naast de historische Bärengraben die overigens nog steeds deel uitmaken van de leefruimte van de beren.
De nieuwe habitat van de beren is 6.500 m² groot. De inrichting leidde wel tot een financieel schandaal toen bleek dat de voor 9,1 miljoen Zwitserse frank begrote werken, met een budget dat reeds tijdens de werken tweemaal verhoogd was tot 9,7 en later 14,5 miljoen, uiteindelijk 24 miljoen Zwitserse frank hadden gekost. Het BärenPark wordt samen met de Zoo van Bern, Dählhölzli, beheerd als een Tierpark Bern.

## Beren
Berin Björk werd op 19 december 2000 geboren in het Deense Dyrepark’ Kolind. Ze kwam op 6 mei 2004 samen met haar zus Barba naar Bern. Barba verhuisde een tweede maal op 10 januari 2008, naar het Wildnispark Zürich – Langenberg.
Beer Finn werd op 15 januari 2006 geboren in de Finse Zoo van Helsinki. Finn kwam op 17 maart 2008 toe in Bern. Finn en Björk kwamen van bij aanvang goed overeen. Ze leefden tot de opening van het park in de oude Bärengraben.
Finn en Björk zijn vader en moeder van de tweelingberinnen Ursina en Berna die in december 2009 geboren werden in een winterhol. Tussen Berna en haar moeder Björk kwamen steeds meer conflicten waardoor besloten werd op 22 juli 2013 Berna te verhuizen naar de Bulgaarse Zoo van Dobritsj. Sindsdien leven Finn, Björk en Ursina samen in het BärenPark.
In de zomer van 2015 werd het BärenPark grondig gerenoveerd. De drie beren brachten de zomer door in het Juraparc in Vallorbe.
- Gemeinsame Normdatei: 7726814-3
- Virtual International Authority File: 234402198